# Meteorit Bench Crater
El meteorit Bench Crater és un meteorit descobert a la Lluna, en les coordenades 2° 56' 24 N, 23° 27' 0 E, pels astronautes de l'Apollo 12 l'any 1969. Va ser el primer meteorit en ser descobert en un cos del sistema solar diferent de la Terra.
Segons la Meteoritical Society, està classificada com una condrita carbonosa de tipus petrològic 1 no agrupada. Ser de tipus 1 implica que es tracta d'una condrita que ha experimentat un alt grau d'alteració aquosa, sent la majoria dels minerals primaris substituïts per fases secundàries, i amb les còndrules generalment absents. A més, ha estat prou ben caracteritzat per determinar que no encaixa en cap dels grups establerts, per això se'n diu no agrupat. El meteorit, recollit al cràter Bench del qual pren el nom, estava format per magnetita i troilita.